# تره-سن-ردامپتور، کبک
تره-سن-ردامپتور (به فرانسوی: Très-Saint-Rédempteur) شهری در منطقه شهری وودروی-سولانژ ناحیه مونترژی در استان کبک کانادا است. در سرشماری سال ۲۰۱۱ این شهر ۶۴۵ نفر جمعیت داشته‌است و مساحت آن ۲۵٫۴ کیلومتر مربع است.